# NGC 5386
NGC 5386 is een spiraalvormig sterrenstelsel in het sterrenbeeld Maagd. Het hemelobject werd op 29 april 1786 ontdekt door de Duits-Britse astronoom William Herschel.

## Synoniemen
- UGC 8890
- MCG 1-36-10
- ZWG 46.24
- IRAS 13558+0634
- PGC 49719